# Poleymieux-au-Mont-d’Or

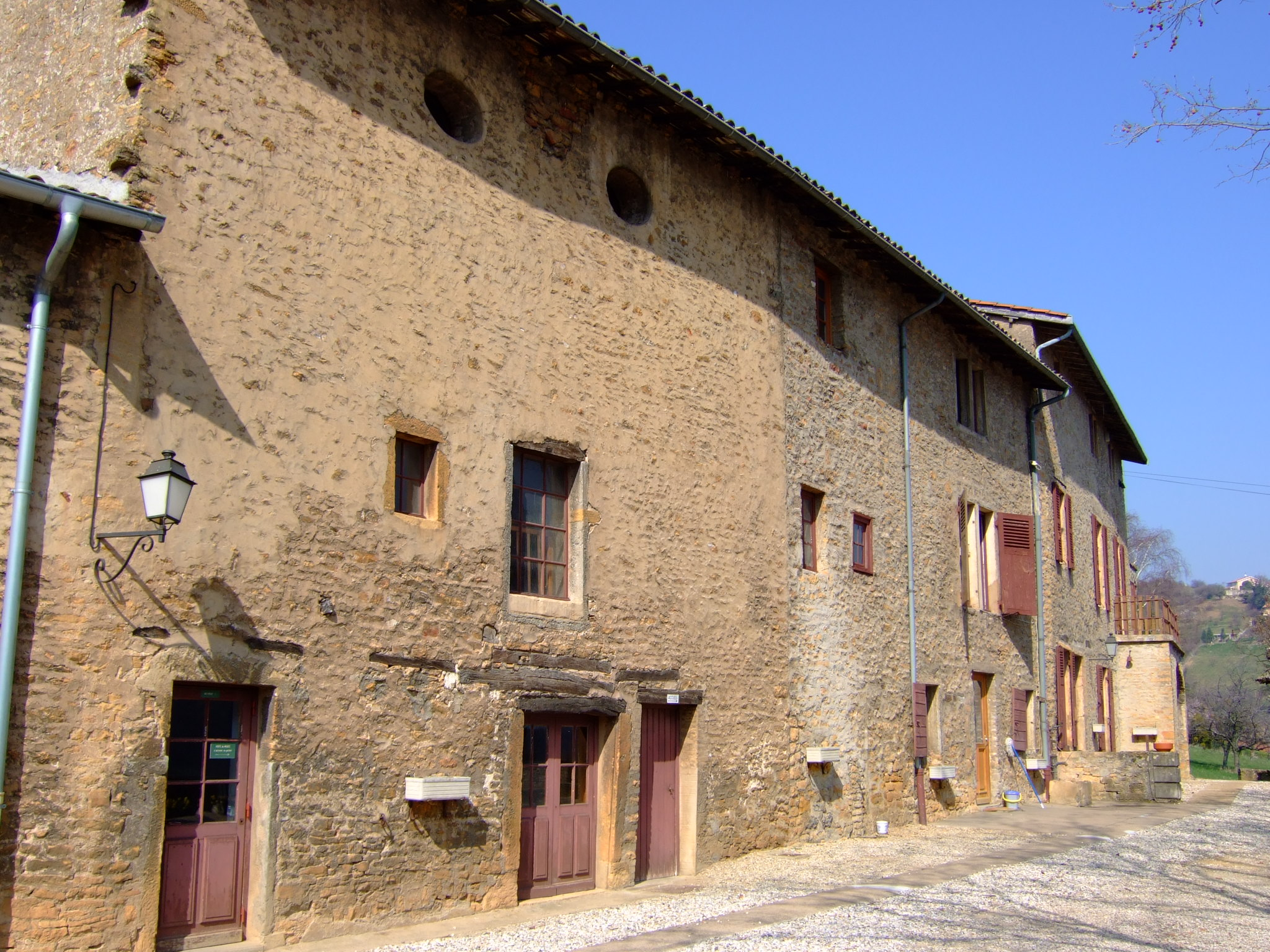
Muzeum w Poleymieux-au-Mont-d’Or, 2007

Poleymieux-au-Mont-d’Or – miejscowość i gmina we Francji, w regionie Owernia-Rodan-Alpy, w departamencie Rodan.
Według danych na rok 1990 gminę zamieszkiwało 845 osób, a gęstość zaludnienia wynosiła 136 osób/km² (wśród 2880 gmin regionu Rodan-Alpy Poleymieux-au-Mont-d’Or plasuje się na 874. miejscu pod względem liczby ludności, natomiast pod względem powierzchni na miejscu 1417.).